# 美国的第一代大学生
第一代大学生（First-generation college students）是指父母未获得学士学位的美国大学生。尽管研究表明，在美国，获得学士学位对社会经济向上流动具有重要意义，但大量研究表明，这些学生在接受高等教育、入学后取得学业成功以及完成学位方面面临着重大的系统性障碍。这些障碍中的许多是由系统性的种族、文化、社会和经济不平等造成的。
与父母完成学士学位的大学生相比，第一代大学生更有可能比同龄人年龄更大、有家属、来自低收入家庭、以非全日制方式上大学、住在校外、承担更多的工作责任、拥有传统上处于不利地位的族裔和种族身份。第一代大学生完成高等教育的可能性低于他们的同侪，而那些成功毕业的第一代学生往往要承担更多的债务来支付学位，而且他们一生积累的财富也比父母完成学士学位的学生要少。